# Casa Henry Higginson
La Casa Henry Higginson es un casa histórica de los Estados Unidos ubicada en el número 44 de Baker Farm Road, en Lincoln, Massachusetts. La casa aloja actualmente la biblioteca de la r Thoreau, organización dedicada a la expansión del conocimiento sobre Henry David Thoreau.

## Descripción e historia
La mansión neo-tudor de tres pisos fue diseñada por Julian Ingersoll Chamberlain y construida en 1905-06 por Alexander Henry Higginson. Fue costeada por el padre de Higginson, Henry Lee Higginson. Formaba parte de una finca señorial mucho más grande que abarcaba una porción significativa de las tierras al sur de la laguna Walden, tierra que fue descrita por Henry David Thoreau como parte de la granja de Jacob Baker. Higginson vivió en ella hasta 1933. La casa permaneció bajo propiedad privada hasta 1992, cuando fue comprada por el Proyecto Walden Woods, dedicado a la preservación de la tierra, la obra y el legado de Henry David Thoreau.
La casa se añadió la lista de lugares históricos del Registro Nacional de Lugares Históricos el 26 de mayo de 2005.